# غلين روبنسون (مدرب كرة سلة)
غلين روبنسون (بالإنجليزية: Glenn Robinson)‏ هو مدرب كرة سلة أمريكي، ولد في 13 نوفمبر 1944 في يادون في الولايات المتحدة.